# ポリ袋

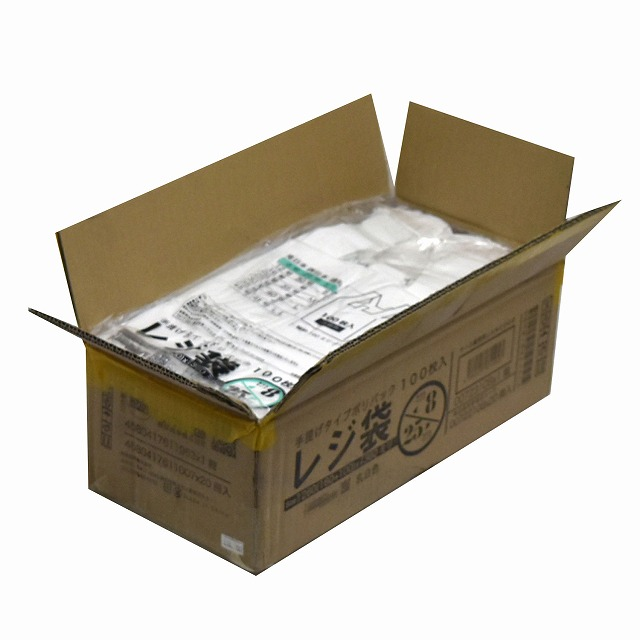
レジ袋(参考画像)紺屋商事出展

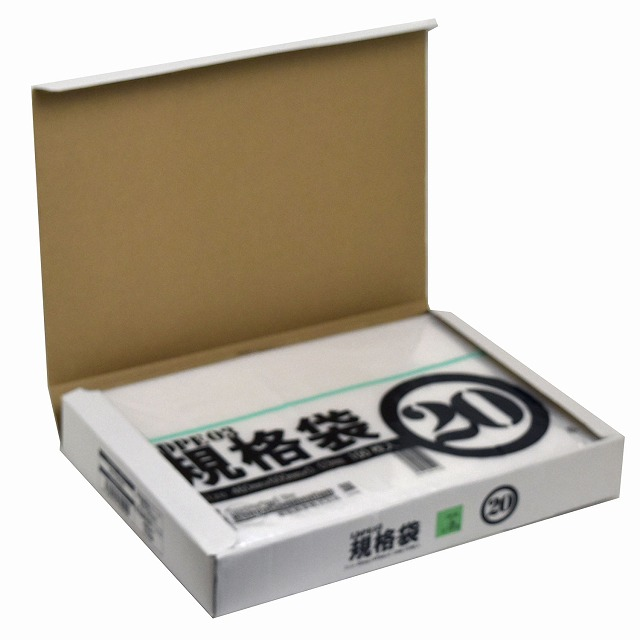
規格ポリ袋(参考画像)紺屋商事出展

ポリ袋（ポリぶくろ）とは、ポリエチレンやポリプロピレンなどの合成樹脂を原材料とする袋の総称。

## 定義
「ポリ袋」とは、字義通りに解釈すれば「ポリマー」でできた袋である。しかし、現在のポリ袋はほとんどがポリエチレン製であり、稀にポリプロピレン製がある程度なので、大辞林では「ポリエチレン製の薄膜の袋」、大辞泉では「ポリエチレンまたはポリプロピレン製の袋」と定義されている。

## 素材

### ポリエチレンフィルム
ポリ袋はポリエチレンフィルムなどを素材とする袋である。現在、日本で一般に「ビニール袋」と呼ばれているもののほとんどはポリエチレン製のポリ袋であり、通常スーパーマーケットなどで使用される包装用の袋に塩ビ製のものはなく、塩化ビニル樹脂製のビニール袋を身の回りで見かけることはほとんどない。

### ポリエチレン製以外の素材
ほとんどのポリ袋がポリエチレン製であるが、特殊な用途のためにポリエチレン以外の素材が使われることもある。
真空包装には、通気性が低いナイロンが使われる。ただしナイロンはヒートシールが難しいため、リニアポリエチレンと張り合わせた2重フィルムにしてから袋にされることが多い。
血液バッグには、血液を凝固させず、柔軟で摩耗しにくいことから、ポリ塩化ビニル（塩ビ）が使用される。

## 歴史
耐久性と費用対効果の高さから、高度経済成長期には急速に普及した。スーパーマーケットで用いられるポリエチレン製のいわゆるレジ袋（手提げ袋）は、日本では昭和50年代に関西のスーパーマーケットで導入され、全国へと普及した。
ポリ袋の普及は食品衛生の点にも大きく貢献しており、例えばパンがスーパーマーケットに並ぶことを可能にしたのも、ポリ袋の普及があったからであるといわれる。
原料が100％輸入に頼っていることと円高や円安による影響で、いくつかのスーパーマーケットや日本におけるマクドナルドでは、ポリ袋による提供を廃止または有料化する動きが出ている。ポリ袋不要であることを伝えれば、ポイントをつけたり数円引いてくれるサービスを提供するところが多い。

## 問題点
ポリ袋については次のような点が問題となっている。
- 燃焼時に高熱を発するために焼却炉を傷めることがある（ただし、近年は焼却炉の改良も進んでいる）[10]。なお、ポリ袋に炭酸カルシウムを混ぜると炉を傷めないともいわれるが、ごみの組成は一様ではなく燃え方も異なり、また、ごみ袋に炭酸カルシウムを入れると強度が落ちポリエチレンをより多く必要とするために1枚あたりの総発熱量は増加するともいわれている[7]。
- 基本的にポリ袋は自然に分解しない。そのため、ウミガメやセグロカモメといった動物が誤って飲み込んでしまうといった問題も起きている[11]。近年、生分解性ポリ袋や光分解性ポリ袋の研究が進んでいる[11]。生分解性プラスチックも参照。

なお、かつては印刷部分にカドミウム、クロム等の重金属を含む顔料を使ったインクが使われることがあったが、現在では有機顔料を用いたインクなどが使われるようになっている。